# ديسكوغرافيا ميراث
هذه قائمة أعمال فرقة ميراث التونسية المتخصصة في غناء بروجريسف ميتال وهي فرقة تونسية تأسست سنة 2001 وعرفت سابقا باسم X-tisy. قام عازف الجيتار مالك بن عربية البالغ من العمر ثلاثة عشر عامًا بتشكيل X-Tazy عام 2001 مع صديقين من طفولته: فهمي شقرون (عازف طبول) وليد عيساوي (عازف الجيتار)، كليهما أربعة عشر عامًا. ثم يقومون بتجنيد زاهر بن حمودة على الباص وطارق إدواني على غناء. خلال العامين الأولين، يلعبون أغلفة البلوز والـبروجريسف ميتال والديث ميتال. في عام 2003 ، انضم إلياس بوشوشة إلى المجموعة كخبير في لوحة المفاتيح والمغني ليحل محل إيدواني بينما غادر عيسى المجموعة. مع هذه التشكيلة الجديدة، تقوم فرقة ميراث بإقامة الحفلات الموسيقية من خلال القيام بالأغطية فقط (في كثير من الأحيان قطعة من Symphony X وهي الفرقة المفضلة لديهم). بعد عدة سنوات، بدأوا في إنشاء الموسيقى الخاصة بهم في نمط معدني تقدمي تتأثر الموسيقى الشرقية. في مارس / آذار 2005، وبعد عدة تغييرات من الأعضاء، أصدرت المجموعة ألبوم Double Face (وجهان) الذي أنتجته الفرقة نفسها وتم إصداره في تونس فقط.
في أغسطس 2006 ، قامت فرقة ميراث بتجنيد أنيس الجويني، عازف الباص السابق لمجموعة الدعاية. في شهر ديسمبر، تترك المجموعة الأمل. كيفين كودرفت (لاعب لوحة المفاتيح التقى خلال مهرجان موسيقى الروك في تونس) هو المسؤول عن الإنتاج بعد الاجتماع مع أيمن الجوادي، مؤلف جميع كلمات الألبوم. مع هذا الألبوم، المجموعة معروفة في الخارج (خاصة في فرنسا حيث أنها في هذا البلد كانت ألبوماتها الأخيرة مختلطة وخانقت، بحيث يتتوزيعها بسهولة أكبر). في يونيو 2007 ، انضم زاهر الزرقاطي إلى فرقة الغناء. يعتبر أفضل مطرب للميتال التونسي، وشارك في النسخة السادسة من ستار أكاديمي لبنان. في عام 2010 ، يخرج ألبوم Desert Call (نداء الصحراء) ويطلق المجموعة في الجزء الأمامي من المسرح الأوروبي. مرة أخرى، أنتجها كيفن كودرفت، وهو حرفي حقيقي لنجاح المجموعة، وكتبه أيمن الجوادي. تم إصدار الألبوم، Tales of the Sand (نداء الرمل)، في أكتوبر 2011. في سبتمبر 2013 ، أعلنوا في رولينغ ستون عن إصدار الألبوم الرابع في أوائل عام 2014. بعد أول دعابة من نوعها، تطلق المجموعة حملة تمويل جماعي على موقع آندي غوغو؛ تم تمويله بنجاح في 2 يناير 2016. تم إصدار هذا الألبوم الرابع باسم إرث في 19 فبراير من العام نفسه. بعد إصدار الألبوم، تذهب الفرقة في جولة ترويجية مع Symphony X في جميع أنحاء أوروبا، بما في ذلك باريس أو برشلونة أو مدريد أو ميونيخ.

## الألبومات

### ألبومات الإستديو
| العنوان      | تفاصيل عن الألبوم                                          | صورة الملصق | التوقيت الإجمالي | الطاقم |
| ------------ | ---------------------------------------------------------- | ----------- | ---------------- | --- |
| أمل          | - تاريخ الإصدار: 9 سبتمبر 2007 - الشكل: سي دي، تحميل رقمي  |             | 51:50            | - مالك بن عربية – غيتار - إلياس بوشوشة – بيانو ومغني - أنيس الجويني – غيتار البيس - زاهر الزرقاطي – مغني - مورغان بيرثت – طقم طبول |
| نداء الصحراء | - تاريخ الإصدار: 25 يناير 2010 - الشكل: سي دي، تحميل رقمي  |             | 45:09            | - مالك بن عربية – غيتار - إلياس بوشوشة – بيانو ومغني - أنيس الجويني – غيتار البيس - زاهر الزرقاطي – مغني - بيوي ديسفراي – طقم طبول |
| قصص الرمل    | - تاريخ الإصدار: 27 سبتمبر 2011 - الشكل: سي دي، تحميل رقمي |             | 65:03            | - مالك بن عربية – غيتار - إلياس بوشوشة – بيانو ومغني - أنيس الجويني – غيتار البيس - زاهر الزرقاطي – مغني - مورغان بيرثت – طقم طبول |
| ميراث        | - تاريخ الإصدار: 19 فبراير 2016 - الشكل: سي دي، تحميل رقمي |             | 55:25            | - مالك بن عربية – غيتار - إلياس بوشوشة – بيانو ومغني - أنيس الجويني – غيتار البيس - زاهر الزرقاطي – مغني - مورغان بيرثت – طقم طبول |
| شهيلي        | - تاريخ الإصدار: 5 مارس 2019 - الشكل: سي دي، تحميل رقمي    |             | 47:26            | - مالك بن عربية – غيتار - إلياس بوشوشة – بيانو ومغني - أنيس الجويني – غيتار البيس - زاهر الزرقاطي – مغني - مورغان بيرثت – طقم طبول |

## الأغاني
| #            | عنوان الأغنية بالعربية   | عنوان الأغنية بالإنجليزية | مدة الأغنية |
| أمل          | أمل                      | أمل                       | أمل         |
| ------------ | ------------------------ | ------------------------- | ----------- |
| 1            | مقدمة                    | Intro                     | 2:07        |
| 2            | إعتراف                   | Confession                | 6:38        |
| 3            | أمل                      | Hope                      | 8:54        |
| 4            | النفس الأخير             | Last Breath               | 4:25        |
| 5            | الذنوب السبع             | Seven Sins                | 11:24       |
| 6            | تتلاشى                   | Fade Away                 | 4:48        |
| 7            | كل مخاوفي                | All My Fears              | 5:13        |
| 8            | حربي الداخلية            | My Inner War              | 8:34        |
| نداء الصحراء |                          |                           |             |
| 1            | إلى الأبد ويوم           | Forever and a Day         | 5:41        |
| 2            | عواصف من الأحزان         | Tempests of Sorrows       | 4:42        |
| 3            | نداء الصحراء             | Desert Call               | 7:00        |
| 4            | جنون                     | Madness                   | 6:18        |
| 5            | البكاء الصامت            | Silent Cries              | 10:48       |
| 6            | ذكريات                   | Memories                  | 4:53        |
| 7            | القدر الساخر             | Ironic Destiny            | 5:44        |
| 8            | لا عودة للخلف            | No Turning Back           | 5:38        |
| 9            | العالم الفارغ            | Empty World               | 7:06        |
| 10           | الهزة الأرضية            | Shockwave                 | 7:15        |
| قصص الرمل    |                          |                           |             |
| 1            | تحت الحصار               | Under Siege               | 4:28        |
| 2            | تحدي البحار              | Braving The Seas          | 4:20        |
| 3            | أوقات بدون رحمة          | Merciless Times           | 3:28        |
| 4            | قصص الرمل                | Tales of the Sands        | 5:19        |
| 5            | حامض تنهد                | Sour Sigh                 | 4:58        |
| 6            | داخل الفجر               | Dawn Within               | 3:31        |
| 7            | إغلاق واسع               | Wide Shut                 | 5:25        |
| 8            | قديس الوداع              | Requiem for a Goodbye     | 4:23        |
| 9            | ما وراء النجوم           | Beyond the Stars          | 5:15        |
| 10           | لديك الوقت لتنمو         | Time to Grow              | 4:02        |
| إرث          |                          |                           |             |
| 1            | ياسمين                   | Jasmin                    | 1:49        |
| 2            | المؤمن                   | Believer                  | 4:32        |
| 3            | احصل على الحرية مرة أخرى | Get Your Freedom Back     | 3:57        |
| 4            | لا أحد يعيش              | Nobody's Lives            | 5:44        |
| 5            | الإبرة                   | The Needle                | 5:06        |
| 6            | من خلال عيونك            | Through Your Eyes         | 5:37        |
| 7            | غير محترق                | The Unburnt               | 4:36        |
| 8            | أريد أن أموت             | I Want to Die             | 4:39        |
| 9            | أدوات                    | Duat                      | 5:26        |
| 10           | تحمل الصمت               | Endure the Silence        | 4:45        |
| 11           | عاصفة الأكاذيب           | Storm The Lies            | 4:36        |
| 12           | الجانب الآخر             | Other Side                | 4:38        |